# 国际日报
《国际日报》（Guoji Ribao）是一份在北美和印度尼西亚出版发行的华文报纸，由李亚频与其夫陈韬于1981年在美国加利福尼亚州蒙特利公园市创办。现由印尼客家华人熊德龙（Ted Sioeng）拥有，在几个主要的唐人街销售。

与竞争对手《世界日报》（World Journal）相反，《国际日报》由于对中国大陆及中国人的敌意较少而吸引了北美的中国大陆移民（尽管在1990年代中期和后期，《世界日报》明显缓和了反华路线）。1985年9月17日，《国际日报》创办人李亚频在访问台湾期间被国民党治下的台湾政府监禁，罪名是为中国共产党做宣传，该报主张“三通”，经常发表亲共言论。此举震惊了美国国会，9月18日美国国务院要求台湾当局立即释放李亚频，24日，美国参众两院分别要求台湾释放李亚频。26日，李亚频被释放。
1993年，熊德龙收购了李亚频夫妇在美国加州创办的《国际日报》。2001年，美国《国际日报》斥资创办了《国际日报》印尼版，在印尼采取与香港《文汇报》东南亚版、《人民日报》海外版组合发行的办法。在内容方面，《国际日报》侧重印尼本地新闻和美国新闻；《文汇报》、《人民日报》则侧重中国新闻。目前，《国际日报》已与《爪哇邮报》（Java Post）合并，在印尼雅加达、泗水、棉兰、坤甸四城发行。